# مدار مریخ‌ایستا
مدار مریخ‌ایستا (انگلیسی: Areostationary orbit) یا مدار استوایی مریخ‌همگام (AEO) یا مدار زمین‌ایستای مریخ یک مدار دایره‌ای مریخ‌همگام (ASO) است که در ارتفاع تقریبی ۱۷٬۰۳۲ کیلومتری استوای مریخ قرار دارد و از جهت چرخش مریخ پیروی می‌کند.
اجرام قرارگرفته در 'مدار مریخ‌ایستا دارای تناوب مداری برابر با دوره چرخش مریخ هستند و بنابراین برای ناظران زمینی در موقعیت ثابتی در آسمان و بی حرکت به نظر می‌رسند. این مدار، مشابه مریخی مدار زمین‌ایستا (GEO) است. پیشوند areo در نام این مدار از نام آرس در اسطوره‌شناسی یونانی گرفته شده که معادل مارس در اسطوره‌شناسی روم و خدای جنگ است که این سیاره به نام آنها نام‌گذاری شده است.
اگرچه این مدار امکان برقراری ارتباط و دیده‌بانی بدون وقفه از سطح مریخ را فراهم می‌کند، ولی به دلیل پیچیدگی فنی دستیابی و حفظ آن، تا کنون هیچ ماهواره‌ای در این مدار قرار نگرفته است.